# 沙丘 (2021年電影)
是一部2021年美國太空史詩科幻電影，由丹尼·維勒納夫執導，艾瑞克·羅斯、喬·斯派茨和導演本人共同編寫劇本，劇情改編自法蘭克·赫伯特的1965年英文同名科幻小說《沙丘》的前半部分內容，是兩部改編電影計畫中的第一部；講述出身貴族家庭的年輕繼承者背負起守護銀河系中最寶貴的資產也是最重要的元素的任務的故事。主演包括提摩西·夏勒梅、蕾貝卡·弗格森、奧斯卡·伊薩克、喬許·布洛林、史戴倫·史柯斯嘉、巴帝斯塔、史蒂芬·亨德森、赞达亚、戴維·達斯馬齊連、張震、香儂·鄧肯-布魯斯特、夏綠蒂·蘭普琳、傑森·摩莫亞和哈維爾·巴登。
《沙丘》由華納兄弟影業發行，2021年9月3日在第78屆威尼斯影展進行全球首映，10月22日在美國首映，包括IMAX和3D版本，同期於串流媒體平台HBO Max播出一個月。它因其視覺效果，世界觀和野心而受到好評，並以1.65億美元的製作預算在全球獲得了4.33億美元的票房收入。它被美國國家評論協會選為2021年十大電影，以及美國電影學會的年度十大電影，并在第94届奥斯卡金像奖上斩获六项大奖。在發行不到一週後，續集《沙丘：第二部》預定於2024年3月1日上映。

## 劇情
行會曆10191年，统治着海洋行星卡樂丹（Caladan）的亞崔迪家族的雷托公爵一世在帕迪沙皇帝沙德姆四世的詔令下擔任沙漠行星厄拉科斯领地的新统治者。厄拉科斯是有“香料”之称的珍稀物质美兰极的唯一產地，这种物质能使人延年益寿、拓展心靈能力與開發未知的人體潛能，也是星际旅行唯一能依賴的資源，誰能控制它就能掌握巨大的權力。亞崔迪家族这次前往，是要接任被皇帝撤职的哈肯能家族。实际上，皇帝认为亞崔迪家族的聲望已經威胁到自己的统治地位，於是计划在他们抵达厄拉科斯不久後让直屬部隊萨督卡军團與哈肯能家族聯手將其滅門。雷托公爵雖察覺这次指派背後有陷阱存在，但皇帝的詔令由不得他抗命，只能把希望寄託在和厄拉科斯的原住民弗瑞曼人建立同盟，形成不容侵犯的武力以實現和平。
雷托公爵的寵妾潔西嘉女士是貝尼·潔瑟睿德姐妹會的成員之一，姐妹会原指示潔西嘉女士只能生下女儿，作為打造弥赛亚式超人奎薩兹·哈德拉赫（Kwisatz Haderach）的宏伟育种计划的一環而非結果，為的是使其與哈肯能家族聯姻融合兩個血脈。但潔西嘉女士選擇生下了儿子保罗，因為公爵需要一個兒子當繼承人以及她覺得自己有生下奎薩兹·哈德拉赫（Kwisatz Haderach）的可能，在生下他之後，潔西嘉女士按照貝尼·潔瑟睿德姐妹会的纪律训练他擁有心靈能力，而保罗也被父親雷托公爵的家臣兼劍術大師邓肯·艾德侯、吟遊武士葛尼·哈莱克和门塔特瑟非·郝沃茲持續训练成優秀的戰士。保罗脑海中经常出现一位神秘女孩及自己未来当上皇帝的幻觉，得知此消息的姐妹会圣母凱亞斯·海倫·莫哈亞亲临卡樂丹，带保罗接受死亡试炼戈姆刺以考验他的人性，结果保罗过关。之后，莫哈亞來到哈肯能家族的根據地羯地主星（Giedi Prime），要求其族长弗拉迪米爾·哈肯能男爵在滅門陰謀中放過保罗和潔西嘉女士，哈肯能男爵表面上同意了。
雷托公爵率領亞崔迪家族来到厄拉欽恩这个原本由哈肯男家族掌控的厄拉科斯要塞，此时邓肯早已带着一支侦察队提前抵达，学习如何與弗瑞曼人打交道，並探查出弗瑞曼人有超出原先認知的龐大族群。雷托公爵和弗瑞曼酋长史帝加達成互不侵犯的談判協議，作為發展雙方關係的第一步。帝國變動仲裁官兼行星科学家列特-凯恩斯博士帶領雷托公爵與保罗駕駛扑翼机巡視香料收割工作，剛好碰到收割机出現故障無法回收的情況，且目睹沙虫正在襲來。雷托公爵等人只好赶在沙虫吞噬收割机前将收割工救出，期间保罗吸入充斥香料的空气，使其幻觉更加强烈。
某日夜裡，叛徒苏医生威靈頓·尤因关闭厄拉欽恩的护盾，让哈肯能军隊和萨督卡军團得以降落，發動對亞崔迪家族的殲滅戰；哈萊克力戰不屈，郝沃茲下落不明。尤因醫生将雷托公爵致殘，目的是要贖回被哈肯能家族綁架的妻子，不過尤因醫生将雷托公爵的一颗牙齿换成毒气囊，給公爵在死前有刺殺哈肯能男爵的機會。但尤因醫生在交出雷托公爵後遭哈肯能男爵親手杀害，雷托公爵接著释放毒气打算與哈肯能男爵和他的晶算師同歸於盡，但哈肯能男爵用懸浮能力成功逃過一劫。哈肯能士兵俘虜了保罗和潔西嘉女士，然後要用撲翼機將他們流放至沙漠但實質上形同處死，卻在過程中被母子抓住機會用姐妹会的“魅音”能力控制並反杀。两人找到尤因醫生留给他们的求生包，在沙漠中過夜時目睹熊熊大火燃烧厄拉欽恩，潔西嘉女士感應到雷托公爵已死。
哈肯能男爵将厄拉科斯交给野蛮的侄子野獸拉班管理，並要求他卖掉所有香料储备，盡速重启香料生产線並提高價格，好弥补戰鬥产生的庞大开支。用扑翼机逃离袭击现场的邓肯和凯恩斯博士會合，再找到保罗和潔西嘉女士，四个人一起去旧研究所躲藏。不久后萨督卡戰士追擊到來，邓肯負責殿後時壯烈戰死，分頭逃命的凯恩斯博士被刺中一刀後，诱使沙虫吞噬自己和萨督卡戰士。保罗和潔西嘉女士在沙漠中碰見史地加帶領的弗瑞曼人族群，经常出现在保罗幻觉中的女孩荃妮也在其中。有所打算的史帝加想要接納兩人進入弗瑞曼部落，對此感到屈辱的贾米斯（Jamis）提出了仪式性的死亡决斗，保罗接受後將其斬於刀下。保罗決定违背潔西嘉女士的意愿，不打算藉由走私管道回去卡樂丹母星求援，而是成為弗瑞曼人的一員，以实现父亲给厄拉科斯带来和平的願景。

## 演員
| 演員                                      | 角色                                     | 備註                                                                                         |
| ----------------------------------------- | ---------------------------------------- | -------------------------------------------------------------------------------------------- |
| 提摩西·夏勒梅 Timothée Chalamet           | 保罗·亞崔迪 Paul Atreides                | 雷托·亞崔迪公爵之子，亞崔迪家族的公爵繼承人。                                                |
| 蕾貝卡·弗格森 Rebecca Ferguson            | 潔西嘉女士 Lady Jessica                  | 貝尼·潔瑟睿德姐妹會成員。保羅的母親，亞崔迪公爵的愛妾。                                      |
| 奧斯卡·伊薩克 Oscar Isaac                 | 雷托·亞崔迪 Duke Leto Atreides           | 亞崔迪家族的首領。以全領地的形式占據被稱為「沙丘」的危險星球厄拉克斯，並開採抗衰香料美琅脂。 |
| 喬許·布洛林 Josh Brolin                   | 葛尼·哈萊克 Gurney Halleck               | 厄崔迪家族的武器大師，保羅的導師。                                                           |
| 史戴倫·史柯斯嘉 Stellan Skarsgård         | 弗拉迪米爾·哈肯能男爵 Vladimir Harkonnen | 哈肯能家族的首領。雷托·亞崔迪的表兄和宿敵。                                                  |
| 戴夫·巴帝斯塔 Dave Batista                | 野獸拉班 Glossu Rabban                   | 哈肯能男爵的侄子。                                                                           |
| 史蒂芬·亨德森 Stephen Henderson           | 瑟非·郝沃茲 Thufir Hawat                 | 忠誠於亞崔迪家族的心理戰大師，拥有晶算師的能力。                                             |
| 赞达亚 Zendaya                            | 荃妮 Chani                               | 弗雷曼人，凯恩斯博士的女兒，保羅的愛慕對象。                                                 |
| 大衛·達斯馬齊連 David Dastmalchian        | 彼得·德弗立斯 Piter De Vries             | 忠誠于哈肯能男爵，拥有晶算師的能力。                                                         |
| 張震 Chang Chen                           | 威靈頓·尤因 Wellington Yueh              | 亞崔迪家族的醫生。                                                                           |
| 香儂·鄧肯-布魯斯特 Sharon Duncan-Brewster | 列特-凯恩斯博士 Dr. Liet-Kynes           | 厄拉克斯星球的首席生態學家。                                                                 |
| 夏綠蒂·蘭普琳 Charlotte Rampling          | 凱亞斯·海倫·莫哈亞 Gaius Helen Mohiam    | 貝尼·潔瑟睿德姐妹會的聖母，帕迪沙皇帝的真言師。                                              |
| 傑森·摩莫亞 Jason Momoa                   | 邓肯·艾德侯 Duncan Idaho                 | 亞崔迪家族的劍術大師。                                                                       |
| 哈維爾·巴登 Javier Bardem                 | 史帝加 Stilgar                           | 弗雷曼人的首領。                                                                             |
| 巴布斯·奥卢山莫昆 Babs Olusanmokun        | 贾米斯 Jamis                             | 西奇塔部落的弗雷曼人。                                                                       |
| 本杰明·克莱门汀 Benjamin Clementine       | 变革先驱 Herald of the Change            | 前往卡乐丹的帝国代表团团长。                                                                 |

## 製作

### 背景
1965年，在第一部正傳小說《沙丘》出版之後不久，即有製作人計劃將其改編為電影。1971年之後，該小說的影視改編權幾經易手，由於故事內容過於龐大，改編難度很大。知名製作人亞歷山卓·尤杜洛斯基於1970年代獲得影視改編權之後，計劃製作10個小時時長的影集，該項目以失敗告終。2013年，他的這段經歷被改編為紀錄片《佐杜洛夫斯基的沙丘》。此外，小說《沙丘》還曾經被改編成兩部獨立作品，分別是由大衛·林區執導的1984年電影和理查德·P·鲁宾斯坦監製、Syfy頻道於2000年播放的迷你劇《沙丘魔堡：世紀之戰》。

### 開發

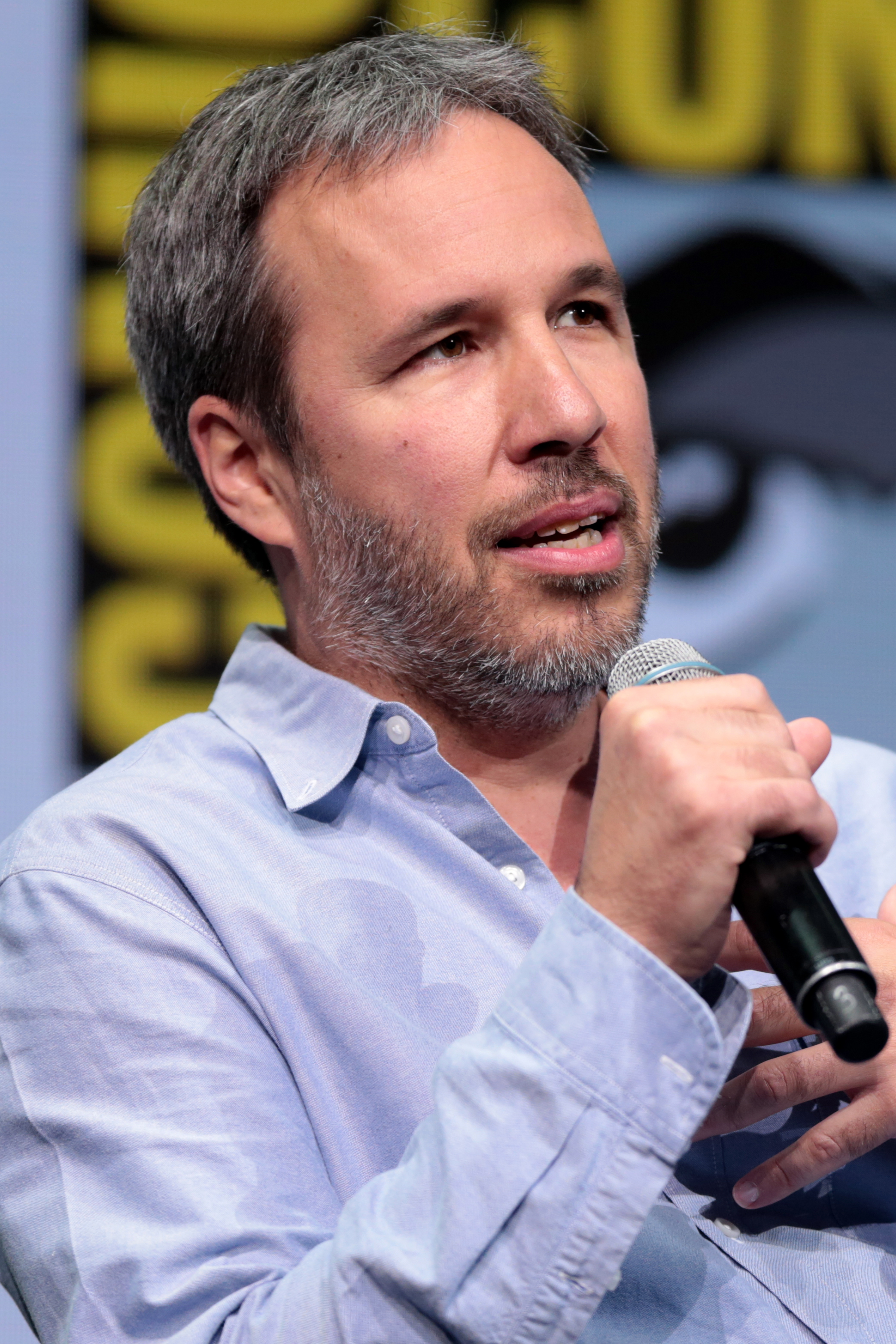
丹尼·維勒納夫在接受採訪時稱，《沙丘》影視化是其畢生志向，他於2017年2月被聘為導演

2008年，派拉蒙影業宣布要再次將法蘭克·赫伯特的小說《沙丘》改編成電影，影片由彼得·柏格主導開發並執導。2009年10月，柏格退出該項目。2010年1月，導演筒轉交給皮耶·莫瑞爾。2011年3月，由於無法與理查德·P·鲁宾斯坦達成協議，派拉蒙終止開發此項目。
2016年11月，傳奇影業從理查德·P·鲁宾斯坦手中取得小說《沙丘》的電影和電視製作權。12月，據報導丹尼·維勒納夫正洽談執導影片。維勒納夫先前在9月表達他對此計畫的興趣，他說：「我長久以來的夢想就是拍攝《沙丘》，但取得權利的過程很漫長，我想我不會成功。」維勒納夫透露，在完成2016年電影《異星入境》和2017年電影《銀翼殺手2049》這樣的科幻電影之前，他沒有準備好執導這部電影，「《沙丘》意味著我的世界」。2017年2月，布萊恩·赫伯特證實電影由維勒納夫執導。
2018年7月，約翰·尼爾森被聘為電影的視覺效果主管，但他此後離開了該項目。2018年12月，格雷格·弗萊瑟接替羅傑·狄金斯擔當影片的攝影指導。2019年1月，喬·沃克成為影片的剪輯師。保羅·蘭伯特接替約翰·尼爾森成為視覺效果主管，格尔德·内泽（Gerd Nefzer）為特效主管。2019年4月，《冰與火之歌：權力遊戲》的語言專家大衛·彼得森確定為影片創造語言。

### 劇本
2018年3月，維勒納夫表示他的目標是將原著小說分成兩部電影拍攝。類似於斯蒂芬·金的小說《牠》被改編為在2017年電影和2019年的電影《牠：第二章》，維勒納夫最終說服華納兄弟影業同意將小說《沙丘》改編為兩部電影。他表示因為小說「過於複雜」，充斥著「大量細節」，一部電影無法展現出來。當前所有的製作協議僅限於第一部影片，第二部影片尚未明確開發時間表。
2018年4月，艾瑞克·羅斯加盟編劇。隨後喬·斯派茨成為編劇之一，與羅斯和維勒納夫共同執筆劇本。5月，維勒納夫宣布電影劇本的初稿已完成。7月，布萊恩·赫伯特確認劇本的最新版本涵蓋了「將近半本的《沙丘》」。2019年4月，傳奇影業的執行長約書亞·格羅德（Joshua Grode）證實續集的拍攝計畫，並表示：「小說結束前，有個明確的地方讓第一部電影告一段落。」11月，喬·斯派茨不再擔當衍生影集《沙丘：姐妹會》的節目統籌，將創作重心轉移至第二部電影上。
導演維勒納夫表示：「《星際大戰》中的大部分主要概念是來自《沙丘》，所以要怎麼執行會是項挑戰。我的野心是拍出從未見過的《星際大戰》，某方面來說，就是給成人看的《星際大戰》。」儘管尊重大衛·林區，維勒納夫證實不會借鑒1984年電影中的元素，他表示「只喜歡這部電影中的部分情節」，他還透露自己從青年時期起「就開始設想小說中的情景」。此外，維勒納夫不想將亞歷山卓·尤杜洛斯基於1970年代中期設想的概念加入影片之中，他稱「尤杜洛斯基具有非常獨特的遠見卓識，而我是一個完全不同的人。如果我嘗試採用他的構想，是非常傲慢和自大的。」
在21世紀改編一本1960年代的小說，維勒納夫表示想在影片中加入對地球被過度開發這一現實的反思。他將劇本打造成以青少年成長為主題的故事，希望能夠號召年輕人行動起來。與原著小說相比，維勒納夫更改了杰西卡夫人這個角色的部分故事線。飾演該角色的蕾貝卡·弗格森表示：「導演維勒納夫在遵守法蘭克·赫伯特的原著作品基礎上，把眾多女性角色的故事線提升到一個新層次。他所作出的改編賦予這些角色更優美的特征。」影片中杰西卡夫人不僅僅是貝尼·傑瑟里特姐妹會的成員，更是一名戰士。列特-凯恩斯博士在小說原著中為男性，影片中改編為女性，由香儂·鄧肯-布魯斯特飾演，以增加選角多樣性。維勒納夫還從更多維度探索反派角色弗拉基米尔·哈克南男爵。

### 選角
2018年7月，據報導提摩西·夏勒梅正洽談擔任片中主角保罗·厄崔迪，談判已進入最終階段。9月，蕾貝卡·弗格森洽談出演保罗·厄崔迪的母親杰西卡夫人。2019年1月，蕾貝卡·弗格森確認出演該角色。
2019年1月，巴帝斯塔、史戴倫·史柯斯嘉、夏綠蒂·蘭普琳、奧斯卡·伊薩克和赞达亚加入劇組。2月，哈維爾·巴登、喬許·布洛林、傑森·摩莫亞和大衛·達斯馬齊連確認出演影片。3月，史蒂芬·亨德森確認參演，張震則在協商演出，隨後證實出演該影片。
2019年7月，原著小說中契妮的父親列特-凯恩斯博士這個角色在影片中被改編為她的母親。2020年4月，該女性角色由香儂·鄧肯-布魯斯特飾演。

### 拍攝
影片的主體拍攝於2019年3月18日在匈牙利布達佩斯的Origo電影工作室開機，劇組還在約旦的瓦地倫山谷取景拍攝。電影中開場中的卡拉丹星球場景在挪威的斯塔特島拍攝。影片中的主要場景厄拉克斯星球在阿聯酋的阿布達比拍攝。電影於2019年7月殺青。2020年8月，劇組在布達佩斯進行了補拍作業，但這不會影響影片的上映日期。影片採用阿萊攝影機和原型機拍攝，配備潘那維申的和H系列產品的大幅面鏡頭。

## 音樂
2019年3月，接近製作的初期階段，漢斯·季默確認為本片配樂。季默先前曾與維勒納夫在電影《銀翼殺手2049》中合作。同一時間，克里斯多福·諾蘭邀請季默來為他即將拍攝的電影《TENET天能》配樂，但出自於對原著小說的熱愛，季默選擇為《沙丘》配樂。
在第一支預告片中，因應2019冠狀病毒病疫情，季默通過監督32人的合唱團隊完成背景音樂錄製，這隻音樂改編自平克·佛洛伊德的歌曲日蝕。

## 發行
《沙丘》由華納兄弟影業發行，原計劃於2020年11月20日在美國上映。2019年8月，華納將美國首映日期推遲至2020年12月18日。2020年10月，受2019冠狀病毒病疫情影响，華納將《沙丘》的美國首映日期推遲至2021年10月1日，包括IMAX和3D版本，同期於串流媒體平台HBO Max播出一個月。2021年6月25日，為避免與《007：生死交戰》撞檔，華納將《沙丘》的美國首映日期調整至2021年10月22日，但盗版在正式上映前就在网上流传。
影片在中国上映的计划最初仅包括IMAX 3D版本，不像其他国家那样同时提供2D版本。大批中国观众得知消息，于周五首映前在微博发文抵制3D版本，其中一张广泛流传的动态对比图片将3D版和2D版进行对比，显示前者画面明显比后者要暗，其他留言则指戴上3D眼镜观看影片会让画面变暗，甚至产生不适感。不过，IMAX方面澄清2D版和3D版在画面上没有区别，但3D版在黑色幕布映射下会很难展现细节，尤其是用眼镜过滤画面后。消息人士指，负责影片发行的中国电影集团公司不同寻常地主动联系传奇影业，表示可以加快2D版的审核过程，这才使得2D版在中国上映。
2021年5月16日，《沙丘》計劃於2021年9月3日在第78屆威尼斯影展進行全球首映。

### 市場營銷
2020年4月13日，《浮華世界》雜誌發佈影片的首張宣傳劇照。8月，在預告片發佈之前，《帝國》雜誌釋出電影主創的封面人物專訪。9月9日，華納釋出影片的先導預告。2021年7月22日，正式預告片釋出。

### 衍生產品
2019年2月26日，挪威電玩遊戲產品發行商Funcom與傳奇影業建立獨家合作關係，將開發三款與《沙丘》電影相關的遊戲。
眾多間接與電影相關的產品也在開發製作之中。1979年發售的《沙丘》棋盤遊戲將由配合電影重新發行，並推出基於《沙丘》系列創作的新棋盤遊戲。布萊恩·赫伯特和凱文·J·安德森基於原著小說創作三部圖像小說，由勞爾·艾倫（Raúl Allén）和派翠西亞·馬丁繪製插圖，於2020年10月由亞伯蘭斯出版社發行。2020年5月，Boom!工作室宣佈已購得1999年出版的前傳小說《沙丘：厄崔迪家族》的改變權，將由原著作者布萊恩·赫伯特和凱文·J·安德森創作12期漫畫。2020年3月，娛樂宣佈基於《沙丘》系列開發新的角色扮演遊戲。
2020年9月，麥法蘭玩具宣佈根據影片中的角色形象開發7英吋高的系列角色模型，同時製作12英吋高的弗拉基米尔·哈克南男爵角色模型，計劃於2020年12月發售。

### 評價
本片獲得多數影評人的好評。根据評論匯總网站爛番茄汇总的514篇评论文章，83%的评论家给予该作正面评价，平均打分为7.6分（满分10分）。该网站总结的评论家共识是“《沙丘》偶爾會因其笨拙的源材料而苦苦掙扎，但是這些問題在很大的程度上，被這部視覺上令人興奮的改編作品的範圍和野心所掩蓋。”排名該網站2021年度科幻與奇幻類電影第2名。在Metacritic上，68位影評人共給予了74分的分數（滿分100分），這部電影獲得了「普遍好評」。影院评分观众票选评级“A–”（从A+到F），PostTrak平均得分4.5/5星，推荐度66%。
威尼斯电影节首映过后，外界对影片的评价普遍正面，批评意见兼而有之。《Screen Rant》的斯蒂芬·M·科尔伯特（Stephen M. Colbert）归纳早期评论，认为复杂的剧情及维伦纽夫的导演风格必然让影片只能吸引到一部分人，迄今为止的负面评价正是体现这个观点。尽管如此，影片的广度及野心得到赞赏。
《帝国》的本·特拉维斯（Ben Travis）给予4/5星评价，认为影片是“改编弗兰克·赫伯特小说一半内容的作品，引人入胜，庞大得令人震惊，让已有的忠实拥趸惊叹不已，让新来者著迷于香料推动的场景。如果第二部一直没有，那会是多么讽刺啊！”《每日电讯报》的罗比·柯林给予5星满分好评，指电影“华丽、令人惴惴不安且沉浸其中”。《卫报》的赞·布鲁克斯（Xan Brooks）认为影片“节奏紧凑、感情丰富，时不时有升华，用遗失的线索将复杂内容和华丽场景连接起来”。《洛杉矶时报》的贾斯汀·张给出正面评价，认为“维伦纽夫会把你带进生动得令人诧异、有时有点令人不安的未来景象中”。《娱乐周刊》的利亚·格林布拉特（Leah Greenblatt）给出B级评价，认为《沙丘》就是那种非常适合大银幕的高大上制作，营造出非常华丽、非常具压倒性的感官体验，影片希望将这种效果做到最好，要么就完全不做。他认为“维伦纽夫的处理手法非常高超，即把大部分内容放在序章，讲了一个没有固定开头和结尾的起源故事”。
其他影评人探讨了影片节奏及原材料处理的问题。《综艺》的欧文·格莱伯曼表示：“《沙丘》采用超脱叙事手法的开天辟地之举，让我们惊叹，有些地方用得很成功，但又像只催眠人的毒蚊子钻进你的皮下......开头黔驴技穷后，开始变得令人昏昏欲睡，不着边际。”《泰晤士报》的凯文·马赫（Kevin Maher）打出2/5星评价，觉得每一帧都美轮美奂之余，又感到一丝沉闷。《TheWrap》的斯蒂夫·庞德（Steve Pond）认为影片“令人眼花缭乱之余，又有点沮丧，时而壮观，时而缓慢”：“这个版本的《沙丘》与此说是娱乐别人，倒不如说是给人施压，忧郁得令人震惊，为了迎合世界观，抛弃科幻作品叙事的大部分乐趣，感觉更像维伦纽夫的《毒裁者》或《囚徒》，而非他的《降临》。”
部分影评人批评影片忽略了原著小说中的阿拉伯及伊斯兰元素，却挪用了这些元素，又指中东或北非演员没有在影片中出现。斯派特认为制片厂必须停止在电影中使用小说中的阿拉伯文化：“1960年代的阿拉伯世界比现在要诡异得多。今天的阿拉伯世界已经融入到我们之中，当中有我们的美国同胞，无处不在.....从现在开始，如果你想在厄拉科斯缔造阿拉伯式的未来世界，就要多创造，少借用。”尽管存在上述挪用问题，其他影评人还是觉得影片受中东文化影响，对缺乏中东或北非演员的演出阵容感到困惑。美国穆斯林演员工会（Muslim American Casting）创办人塞蕾娜·拉苏尔（Serena Rasoul）认为影片“抹杀”中东或北非演员：“你不选用中东北非或穆斯林演员，却用他们的文化赚钱，这就是让我们这些创作人感到痛苦的地方......好像我们不配参加这部电影一样。”另外，巴克内尔大学伊斯兰研究助理教授阿里·卡乔-拉瓦里（Ali Karjoo-Ravary）认为，由于原著小说有白人救世主的剧情，维伦纽瓦的电影没有中东或北非人的形象，安排非裔演员角色被杀，是为了保护保罗和杰西卡，让他们进一步传播这种白人救世主形象。针对白人救世主剧情，维伦纽瓦称他的影片不是庆祝救世主，而是批评这种救世主文化，即「有个人过来告诉其他人，要怎么去做，要相信什么」這種文化。。

### 票房
截至2022年3月29日，影片在美国和加拿大收获1.083亿美元票房，其他地区收获2.923亿美元票房，全球票房共计4.007亿美元。
影片于2021年9月15日在北美以外的14个市场上映，收获票房3790万美元，成绩最好的是俄罗斯（890万），后面依次为法国（720万）、德国（440万）、台湾（340万）、意大利（250万）和西班牙（240万）。第二周又在32个国家斩获2630万美元，10天票房共计7650万。影片于2021年10月22日在中国上映，首日票房4120万人民币（约合645万美元），落后于题材电影《长津湖》，位列票房榜第二位。全球上映第四周，影片在75個國家收穫2140萬美元票房，同比下降54%，其中中國票房500萬美元，同比下降78%，位列票房榜第三位。11月2日，全球票房突破3億美元，除美國外，票房表現亮眼的市場分別為中國（3400萬）、法國（2930萬）、俄羅斯（2100萬）、德國（2020萬）和英國（1800萬）。第五周海外市場票房為1100萬美元。
美国和加拿大方面，影片上映首周末登陆4125家影院，票房预计达3000到3500万。上映首日票房最终为1750万，其中510万属于周四点映，为华纳兄弟和维伦纽夫最好的开画成绩。次周票房1550万，同比下降62%，仍为票房榜首位。第三周票房760萬，同比下降51%，榜首位置被《永恆族》搶佔。
| 上一届： 《尚氣與十環傳奇》       | 2021年台北週末票房冠軍 第38-39週 | 下一届： 《007：生死交戰》 |
| 上一届： 《尚氣與十環幫傳奇》     | 2021年香港一週票房冠軍 第38週    | 下一届： 《007：生死有時》 |
| 上一届： 《月光光新慌慌：萬聖殺》 | 2021年美國週末票房冠軍 第43-44週 | 下一届： 《永恆族》        |

### 家用媒体发行及流媒体点播
影片于2021年12月3日在数字平台发行，藍光光碟、DVD和超高清蓝光光碟则由华纳兄弟家庭娱乐于2022年1月11日发行。家用媒体发行后，影片登上NPD集团的蓝光与DVD销量联合榜及蓝光销量榜榜首。据The Numbers指出，蓝光与DVD发行首周销量达21.5万份，入账360万美元，直至之后两个礼拜被《魔鬼剋星 未來世》超越。另外，影片也是Redbox贩售亭租赁最多的作品。
根据Samba TV数据，上线第一个月，影片获得美国390万订户观看。TV Time称影片上线后连续三个星期是美国观看人数最多的流媒体电影，直至第四位回落到第六位，最后一周上升至第三位，位列2021年流媒体播放量年度榜单第九位。到3月20日，影片在美国获得530万户点播，其中99.6万户在2月8日奥斯卡提名公布以来播放。
上线视频点播平台前，影片空降iTunes和Vudu第二位，在Google Play排第八位。次周在iTunes回落到第七位，在Vudu回落第三位，Google Play排名不变。连续两周未上榜后，影片重回iTunes第十位、Google Play第七位、Vudu第五位。次周iTunes和Google Play未上榜，Vudu下跌至第十位。2022年1月24日到30日，影片是Redbox平台销量最高的电影。

## 獎項
| 大獎                       | 頒獎日期       | 獎項                              | 提名人 | 結果 | 備註            |
| -------------------------- | -------------- | --------------------------------- | --- | ---- | --------------- |
| 奧斯卡金像獎               | 2022年3月28日  | 最佳影片                          | 《沙丘》 | 提名 |                 |
| 奧斯卡金像獎               | 2022年3月28日  | 最佳音效                          | 麦克·鲁斯、馬克·曼吉尼、西奧·格林、道格·亨普希尔、羅恩·巴特利特 | 獲獎 |                 |
| 奧斯卡金像獎               | 2022年3月28日  | 最佳攝影                          | 格雷格·弗萊瑟 | 獲獎 |                 |
| 奧斯卡金像獎               | 2022年3月28日  | 最佳原創配樂                      | 漢斯·季默 | 獲獎 |                 |
| 奧斯卡金像獎               | 2022年3月28日  | 最佳影片剪輯                      | 喬·沃克 | 獲獎 |                 |
| 奧斯卡金像獎               | 2022年3月28日  | 最佳藝術指導                      | 帕特里斯·弗米特（美術）、祖珊娜·西波斯（場景設計） | 獲獎 |                 |
| 奧斯卡金像獎               | 2022年3月28日  | 最佳視覺效果                      | 保罗·兰伯特、特里斯坦·迈尔斯、布莱恩·康纳、杰德·纽泽 | 獲獎 |                 |
| 奧斯卡金像獎               | 2022年3月28日  | 最佳服裝設計                      | 杰奎琳·韦斯特、鲍勃·摩根 | 提名 |                 |
| 美國電影學會               | 2022年3月11日  | 年度十大電影                      | 《沙丘》 | 獲獎 | [ 142 ]         |
| 好萊塢音樂傳媒獎           | 2021年11月7日  | 最佳科幻/奇幻電影原創配樂         | 漢斯·季默 | 獲獎 | [ 143 ]         |
| 國家評論協會               | 2021年12月2日  | 2021年十大電影                    | 《沙丘》 | 獲獎 | [ 144 ] [ 145 ] |
| 華盛頓特區影評人協會       | 2021年12月6日  | 最佳導演                          | 丹尼·維勒納夫 | 提名 | [ 146 ]         |
| 華盛頓特區影評人協會       | 2021年12月6日  | 最佳改編劇本                      | 強·史派茲、丹尼·維勒納夫和艾瑞克·羅斯 | 提名 | [ 146 ]         |
| 華盛頓特區影評人協會       | 2021年12月6日  | 最佳攝影                          | 格雷格·弗萊瑟 | 獲獎 | [ 146 ]         |
| 華盛頓特區影評人協會       | 2021年12月6日  | 最佳美術設計                      | 帕特里斯·弗米特、理查·羅伯茲（Richard Roberts）、祖珊娜·西波斯（Zsuzsanna Sipos）                                                                                  | 獲獎 | [ 146 ]         |
| 華盛頓特區影評人協會       | 2021年12月6日  | 最佳剪輯                          | 喬·沃克 | 提名 | [ 146 ]         |
| 華盛頓特區影評人協會       | 2021年12月6日  | 最佳原創配樂                      | 漢斯·季默 | 獲獎 | [ 146 ]         |
| 全美民選獎                 | 2021年12月7日  | 最受歡迎電影                      | 《沙丘》 | 提名 | [ 147 ]         |
| 全美民選獎                 | 2021年12月7日  | 最受歡迎劇情類電影                | 《沙丘》 | 提名 | [ 147 ]         |
| 全美民選獎                 | 2021年12月7日  | 劇情電影明星                      | 提摩西·夏勒梅 | 提名 | [ 147 ]         |
| 全美民選獎                 | 2021年12月7日  | 劇情電影明星                      | 傑森·摩莫亞 | 提名 | [ 147 ]         |
| 紐約線上影評人協會         | 2021年12月12日 | 年度十大電影                      | 《沙丘》 | 獲獎 | [ 148 ]         |
| 芝加哥影評人協會           | 2020年12月15日 | 最佳原創配樂                      | 漢斯·季默 | 提名 | [ 149 ] [ 150 ] |
| 芝加哥影評人協會           | 2020年12月15日 | 最佳服裝設計                      | 羅伯特·摩根索（Robert Morgenthau）和賈桂琳·魏斯特（Jacqueline West）                                                                                               | 提名 | [ 149 ] [ 150 ] |
| 芝加哥影評人協會           | 2020年12月15日 | 最佳剪輯                          | 喬·沃克 | 提名 | [ 149 ] [ 150 ] |
| 芝加哥影評人協會           | 2020年12月15日 | 最佳攝影                          | 格雷格·弗萊瑟 | 提名 | [ 149 ] [ 150 ] |
| 芝加哥影評人協會           | 2020年12月15日 | 最佳美術導演／美術設計            | 《沙丘》 | 提名 | [ 149 ] [ 150 ] |
| 芝加哥影評人協會           | 2020年12月15日 | 最佳視覺效果使用                  | 《沙丘》 | 獲獎 | [ 149 ] [ 150 ] |
| 洛杉磯影評人協會           | 2021年12月18日 | 最佳攝影                          | 格雷格·弗萊瑟 | 亚军 | [ 151 ]         |
| 聖路易斯斯影評人協會       | 2021年12月19日 | 最佳導演                          | 丹尼·維勒納夫 | 提名 | [ 152 ]         |
| 聖路易斯斯影評人協會       | 2021年12月19日 | 最佳攝影                          | 格雷格·弗萊瑟 | 提名 | [ 152 ]         |
| 聖路易斯斯影評人協會       | 2021年12月19日 | 最佳剪輯                          | 喬·沃克 | 提名 | [ 152 ]         |
| 聖路易斯斯影評人協會       | 2021年12月19日 | 最佳美術設計                      | 派翠斯·維爾梅特 | 提名 | [ 152 ]         |
| 聖路易斯斯影評人協會       | 2021年12月19日 | 最佳配樂                          | 漢斯·季默 | 獲獎 | [ 152 ]         |
| 聖路易斯斯影評人協會       | 2021年12月19日 | 最佳服裝設計                      | 羅伯特·摩根索（Robert Morgenthau）和賈桂琳·魏斯特（Jacqueline West）                                                                                               | 提名 | [ 152 ]         |
| 聖路易斯斯影評人協會       | 2021年12月19日 | 最佳改編劇本                      | 《沙丘》 | 提名 | [ 152 ]         |
| 聖路易斯斯影評人協會       | 2021年12月19日 | 最佳視覺效果                      | 《沙丘》 | 獲獎 | [ 152 ]         |
| 達拉斯—沃斯堡影評人協會    | 2021年12月20日 | 最佳影片                          | 《沙丘》 | 亚军 | [ 154 ]         |
| 達拉斯—沃斯堡影評人協會    | 2021年12月20日 | 最佳導演                          | 丹尼·維勒納夫 | 亚军 | [ 154 ]         |
| 達拉斯—沃斯堡影評人協會    | 2021年12月20日 | 最佳攝影                          | 格雷格·弗萊瑟 | 獲獎 | [ 154 ]         |
| 達拉斯—沃斯堡影評人協會    | 2021年12月20日 | 最佳配樂                          | 漢斯·季默 | 獲獎 | [ 154 ]         |
| 佛羅里達影評人協會         | 2021年12月22日 | 最佳攝影                          | 格雷格·弗萊瑟 | 提名 | [ 155 ]         |
| 佛羅里達影評人協會         | 2021年12月22日 | 最佳配樂                          | 漢斯·季默 | 獲獎 | [ 155 ]         |
| 佛羅里達影評人協會         | 2021年12月22日 | 最佳藝術導演／美術設計            | 《沙丘》 | 獲獎 | [ 155 ]         |
| 佛羅里達影評人協會         | 2021年12月22日 | 最佳視覺效果                      | 《沙丘》 | 獲獎 | [ 155 ]         |
| 金球獎                     | 2022年1月9日   | 最佳戲劇類影片                    | 《沙丘》 | 提名 | [ 156 ]         |
| 金球獎                     | 2022年1月9日   | 最佳导演                          | 丹尼斯·维伦纽瓦 | 提名 | [ 156 ]         |
| 金球獎                     | 2022年1月9日   | 最佳原创配乐                      | 汉斯·季默 | 獲獎 | [ 156 ]         |
| 旧金山影评人协会           | 2022年1月10日  | 最佳导演                          | 丹尼斯·维伦纽瓦 | 提名 | [ 157 ]         |
| 旧金山影评人协会           | 2022年1月10日  | 最佳改编剧本                      | 乔·斯派茨、丹尼斯·维伦纽瓦、艾瑞克·羅斯 | 提名 | [ 157 ]         |
| 旧金山影评人协会           | 2022年1月10日  | 最佳摄影                          | 格雷格·弗莱瑟 | 提名 | [ 157 ]         |
| 旧金山影评人协会           | 2022年1月10日  | 最佳剪辑                          | 乔·沃克 | 提名 | [ 157 ]         |
| 旧金山影评人协会           | 2022年1月10日  | 最佳原创配乐                      | 汉斯·季默 | 提名 | [ 157 ]         |
| 旧金山影评人协会           | 2022年1月10日  | 最佳布景                          | 帕特里斯·弗米特 | 提名 | [ 157 ]         |
| 聖地牙哥影評人協會         | 2022年1月10日  | 最佳影片                          | 《沙丘》 | 提名 | [ 158 ]         |
| 聖地牙哥影評人協會         | 2022年1月10日  | 最佳导演                          | 丹尼斯·维伦纽瓦 | 提名 | [ 158 ]         |
| 聖地牙哥影評人協會         | 2022年1月10日  | 最佳摄影                          | 格雷格·弗萊瑟 | 獲獎 | [ 158 ]         |
| 聖地牙哥影評人協會         | 2022年1月10日  | 最佳剪辑                          | 喬·沃克 | 提名 | [ 158 ]         |
| 聖地牙哥影評人協會         | 2022年1月10日  | 最佳服饰                          | 杰奎琳·韦斯特、鲍勃·摩根 | 提名 | [ 158 ]         |
| 聖地牙哥影評人協會         | 2022年1月10日  | 最佳布景                          | 帕特里斯·弗米特、理查德·罗伯茨、祖珊娜·西波斯 | 提名 | [ 158 ]         |
| 聖地牙哥影評人協會         | 2022年1月10日  | 最佳音效设计                      | 西奧·格林、戴夫·怀特黑德 | 獲獎 | [ 158 ]         |
| 聖地牙哥影評人協會         | 2022年1月10日  | 最佳整体演出                      | 《沙丘》 | 提名 | [ 158 ]         |
| 聖地牙哥影評人協會         | 2022年1月10日  | 最佳视觉效果                      | 《沙丘》 | 獲獎 | [ 158 ]         |
| 奥斯汀影评人协会           | 2022年1月11日  | 最佳影片                          | 《沙丘》 | 提名 | [ 159 ]         |
| 奥斯汀影评人协会           | 2022年1月11日  | 最佳导演                          | 丹尼斯·维伦纽瓦 | 提名 | [ 159 ]         |
| 奥斯汀影评人协会           | 2022年1月11日  | 最佳改编剧本                      | 乔·斯派茨、丹尼斯·维伦纽瓦、艾瑞克·羅斯 | 提名 | [ 159 ]         |
| 奥斯汀影评人协会           | 2022年1月11日  | 最佳原创配乐                      | 汉斯·季默 | 提名 | [ 159 ]         |
| 奥斯汀影评人协会           | 2022年1月11日  | 最佳摄影                          | 格雷格·弗萊瑟 | 提名 | [ 159 ]         |
| 奥斯汀影评人协会           | 2022年1月11日  | 最佳剪辑                          | 乔·沃克 | 獲獎 | [ 159 ]         |
| 奥斯汀影评人协会           | 2022年1月11日  | 最佳特效                          | 《沙丘》 | 提名 | [ 159 ]         |
| 奥斯汀影评人协会           | 2022年1月11日  | 最佳整体演出                      | 《沙丘》 | 提名 | [ 159 ]         |
| 多伦多影评人协会           | 2022年1月16日  | 最佳导演                          | 丹尼斯·维伦纽瓦 | 亚军 | [ 160 ]         |
| 西雅图影评人协会           | 2022年1月17日  | 最佳影片                          | 《沙丘》 | 提名 | [ 161 ]         |
| 西雅图影评人协会           | 2022年1月17日  | 最佳导演                          | 丹尼斯·维伦纽瓦 | 提名 | [ 161 ]         |
| 西雅图影评人协会           | 2022年1月17日  | 最佳原创配乐                      | 汉斯·季默 | 獲獎 | [ 161 ]         |
| 西雅图影评人协会           | 2022年1月17日  | 最佳摄影                          | 格雷格·弗萊瑟 | 提名 | [ 161 ]         |
| 西雅图影评人协会           | 2022年1月17日  | 最佳剪辑                          | 乔·沃克 | 獲獎 | [ 161 ]         |
| 西雅图影评人协会           | 2022年1月17日  | 最佳布景                          | 帕特里斯·弗米特、理查德·罗伯茨、祖珊娜·西波斯 | 提名 | [ 161 ]         |
| 西雅图影评人协会           | 2022年1月17日  | 最佳服装设计                      | 杰奎琳·韦斯特、鲍勃·摩根 | 提名 | [ 161 ]         |
| 西雅图影评人协会           | 2022年1月17日  | 最佳视觉效果                      | 保罗·兰伯特、特里斯坦·迈尔斯、布莱恩·康纳、杰德·纽泽 | 獲獎 | [ 161 ]         |
| 西雅图影评人协会           | 2022年1月17日  | 最佳整体演出                      | 《沙丘》 | 提名 | [ 161 ]         |
| 西雅图影评人协会           | 2022年1月17日  | 年度反派                          | 弗拉基米尔·哈克南男爵（斯特兰·斯卡斯加德扮演） | 提名 | [ 161 ]         |
| 休斯顿影评人协会           | 2022年1月19日  | 最佳影片                          | 《沙丘》 | 提名 | [ 162 ] [ 163 ] |
| 休斯顿影评人协会           | 2022年1月19日  | 最佳导演                          | 丹尼斯·维伦纽瓦 | 提名 | [ 162 ] [ 163 ] |
| 休斯顿影评人协会           | 2022年1月19日  | 最佳原创配乐                      | 汉斯·季默 | 獲獎 | [ 162 ] [ 163 ] |
| 休斯顿影评人协会           | 2022年1月19日  | 最佳摄影                          | 格雷格·弗萊瑟 | 獲獎 | [ 162 ] [ 163 ] |
| 休斯顿影评人协会           | 2022年1月19日  | 最佳视觉效果                      | 《沙丘》 | 獲獎 | [ 162 ] [ 163 ] |
| 在线影评人协会             | 2022年1月24日  | 最佳影片                          | 《沙丘》 | 提名 | [ 164 ]         |
| 在线影评人协会             | 2022年1月24日  | 最佳导演                          | 丹尼斯·维伦纽瓦 | 提名 | [ 164 ]         |
| 在线影评人协会             | 2022年1月24日  | 最佳改编剧本                      | 乔·斯派茨、丹尼斯·维伦纽瓦和艾瑞克·羅斯 | 提名 | [ 164 ]         |
| 在线影评人协会             | 2022年1月24日  | 最佳摄影                          | 格雷格·弗萊瑟 | 提名 | [ 164 ]         |
| 在线影评人协会             | 2022年1月24日  | 最佳剪辑                          | 喬·沃克 | 提名 | [ 164 ]         |
| 在线影评人协会             | 2022年1月24日  | 最佳原创配乐                      | 汉斯·季默 | 提名 | [ 164 ]         |
| 在线影评人协会             | 2022年1月24日  | 最佳布景                          | 《沙丘》 | 提名 | [ 164 ]         |
| 在线影评人协会             | 2022年1月24日  | 最佳服装设计                      | 《沙丘》 | 獲獎 | [ 164 ]         |
| 在线影评人协会             | 2022年1月24日  | 最佳视觉效果                      | 《沙丘》 | 獲獎 | [ 164 ]         |
| 女性电影记者联盟           | 2022年1月25日  | 最佳改编剧本                      | 乔·斯派茨、丹尼斯·维伦纽瓦、艾瑞克·羅斯 | 提名 | [ 165 ]         |
| 女性电影记者联盟           | 2022年1月25日  | 最佳摄影                          | 格雷格·弗莱瑟 | 提名 | [ 165 ]         |
| 女性电影记者联盟           | 2022年1月25日  | 最佳剪辑                          | 乔·沃克 | 提名 | [ 165 ]         |
| 澳大利亞影視藝術學院獎     | 2022年1月26日  | 最佳电影                          | 《沙丘》 | 提名 | [ 166 ]         |
| 澳大利亞影視藝術學院獎     | 2022年1月26日  | 最佳导演                          | 丹尼斯·维伦纽瓦 | 獲獎 | [ 166 ]         |
| 伦敦影评人协会             | 2022年2月6日   | 年度电影                          | 《沙丘》 | 提名 | [ 167 ] [ 168 ] |
| 伦敦影评人协会             | 2022年2月6日   | 年度导演                          | 丹尼斯·维伦纽瓦 | 提名 | [ 167 ] [ 168 ] |
| 伦敦影评人协会             | 2022年2月6日   | 年度科技成果                      | 布莱恩·康纳、保罗·兰伯特、特里斯坦·迈尔斯和杰德·纽泽（视觉效果）                                                                                                   | 獲獎 | [ 167 ] [ 168 ] |
| 化妆发型师工会奖           | 2022年2月19日  | 最佳历史电影角色化妆              | 唐纳德·莫瓦特、乔安·麦克尼尔、洛基·福克纳、詹妮弗·斯坦菲尔德 | 提名 | [ 169 ] [ 170 ] |
| 化妆发型师工会奖           | 2022年2月19日  | 最佳电影特效化妆                  | 唐纳德·莫瓦特、勒夫·拉森、伊娃·冯·巴尔、洛基·福克纳 | 提名 | [ 169 ] [ 170 ] |
| 美国布景师工会奖           | 2022年2月22日  | 最佳科幻/奇幻电影布景             | 祖珊娜·西波斯、帕特里斯·弗米特 | 獲獎 | [ 171 ]         |
| 南加州大学编剧协会奖       | 2022年2月26日  | 最佳改编电影剧本                  | 艾瑞克·羅斯、乔·斯派茨、丹尼斯·维伦纽瓦 | 提名 | [ 172 ]         |
| 美國演員工會獎             | 2022年2月27日  | 最佳电影整体演出                  | 《沙丘》 | 提名 | [ 173 ]         |
| 好萊塢影評人協會           | 2022年2月28日  | 最佳电影                          | 《沙丘》 | 提名 | [ 174 ]         |
| 好萊塢影評人協會           | 2022年2月28日  | 最佳导演                          | 丹尼斯·维伦纽瓦 | 獲獎 | [ 174 ]         |
| 好萊塢影評人協會           | 2022年2月28日  | 最佳配乐                          | 汉斯·季默 | 獲獎 | [ 174 ]         |
| 好萊塢影評人協會           | 2022年2月28日  | 最佳摄影                          | 格雷格·弗莱瑟 | 獲獎 | [ 174 ]         |
| 好萊塢影評人協會           | 2022年2月28日  | 最佳布景                          | 帕特里斯·弗米特 | 提名 | [ 174 ]         |
| 好萊塢影評人協會           | 2022年2月28日  | 最佳剪辑                          | 乔·沃克 | 提名 | [ 174 ]         |
| 好萊塢影評人協會           | 2022年2月28日  | 最佳特效                          | 《沙丘》 | 提名 | [ 174 ]         |
| 好萊塢影評人協會           | 2022年2月28日  | 最佳服装设计                      | 鲍勃·摩根、杰奎琳·韦斯特 | 提名 | [ 174 ]         |
| 好萊塢影評人協會           | 2022年2月28日  | 最佳发型与化妆                    | 唐纳德·莫沃特、伊娃·冯·巴尔、勒夫·拉森 | 提名 | [ 174 ]         |
| 好萊塢影評人協會           | 2022年2月28日  | 最佳视觉效果                      | 布莱恩·康纳、保罗·兰伯特、特里斯坦·迈尔斯和杰德·纽泽 | 獲獎 | [ 174 ]         |
| 藝術指導工會傑出作品設計獎 | 2022年3月5日   | 最佳奇幻片布景                    | 帕特里斯·弗米特 | 獲獎 | [ 175 ] [ 176 ] |
| 美国电影剪辑师奖           | 2022年3月5日   | 最佳剧情片剪辑                    | 乔·沃克 | 提名 | [ 177 ] [ 178 ] |
| 圣巴巴拉国际电影节         | 2022年3月5日   | 工匠奖                            | 摄影工匠奖（格雷格·弗拉泽） | 獲獎 | [ 179 ]         |
| 圣巴巴拉国际电影节         | 2022年3月5日   | 工匠奖                            | 服装设计工匠奖（杰奎琳·韦斯特、鲍勃·摩根） | 獲獎 | [ 179 ]         |
| 视觉效果工会奖             | 2022年3月8日   | 杰出真人电影视觉效果              | 保罗·兰伯特、布莱斯·帕克、特里斯坦·迈尔斯、布莱恩·康纳、杰德·纽泽                                                                                                  | 獲獎 | [ 180 ]         |
| 视觉效果工会奖             | 2022年3月8日   | 杰出真人电影环境创造奖            | 里斯·索尔科姆、吴胜镇、杰里米·图泽里、马克·奥斯汀（设计阿拉肯城）                                                                                                  | 提名 | [ 180 ]         |
| 视觉效果工会奖             | 2022年3月8日   | 杰出真人或动画作品模型奖          | 马克·奥斯汀、安娜·山佐、迈克尔·张、瑞秋·邓克（设计皇家扑翼战斗机）                                                                                                 | 獲獎 | [ 180 ]         |
| 视觉效果工会奖             | 2022年3月8日   | 杰出真人电影效果模拟奖            | 杰罗·格林、伊万·拉里宁、冈野秀毅、尊尼·安（厄拉克斯沙丘） | 獲獎 | [ 180 ]         |
| 视觉效果工会奖             | 2022年3月8日   | 杰出电影效果合成及灯光奖          | 格雷戈里·哈斯、弗朗西斯科·戴尔安娜、阿布舍克·查图维迪、克利夫·朱 （攻击阿拉肯）                                                                                    | 獲獎 | [ 180 ]         |
| 视觉效果工会奖             | 2022年3月8日   | 杰出电影效果合成及灯光奖          | 帕特里克·海宁、雅各布·梅穆德斯、特佳·伯克、李周荣 （全息图及猎人找寻器）                                                                                           | 提名 | [ 180 ]         |
| 词曲作者工会奖             | 2022年3月8日   | 最佳工作室电影原创配乐            | 汉斯·季默 | 提名 | [ 181 ]         |
| 服装设计师工会奖           | 2022年3月9日   | 科幻/奇幻片杰出服装设计           | 杰奎琳·韦斯特、罗伯特·摩根 | 獲獎 | [ 182 ]         |
| 美国导演工会奖             | 2022年3月12日  | 杰出电影导演                      | 丹尼斯·维伦纽瓦 | 提名 | [ 183 ] [ 184 ] |
| 金胶卷奖                   | 2022年3月13日  | 杰出电影对白及ADR类音效剪辑       | 大卫·巴赫 | 提名 | [ 185 ] [ 186 ] |
| 金胶卷奖                   | 2022年3月13日  | 杰出电影音效及拟音剪辑奖          | 西奥·格林、马克·曼吉尼、戴夫·怀特黑德、菲尔·巴里、李·吉尔摩、格雷格·特恩·博斯、罗伯特·凯洛、皮耶罗·穆拉、克里斯托弗·博尼斯、安迪·马尔科姆、小山五郎、桑德拉·福克斯 | 獲獎 | [ 185 ] [ 186 ] |
| 金胶卷奖                   | 2022年3月13日  | 杰出电影背景音乐剪辑奖            | 克林特·贝内特、瑞恩·鲁宾、彼得·迈尔斯 | 提名 | [ 185 ] [ 186 ] |
| 评论家选择电影奖           | 2022年3月13日  | 最佳电影                          | 《沙丘》 | 提名 | [ 187 ]         |
| 评论家选择电影奖           | 2022年3月13日  | 最佳导演                          | 丹尼斯·维伦纽瓦 | 提名 | [ 187 ]         |
| 评论家选择电影奖           | 2022年3月13日  | 最佳改编剧本                      | 乔·斯派茨、丹尼斯·维伦纽瓦和艾瑞克·羅斯 | 提名 | [ 187 ]         |
| 评论家选择电影奖           | 2022年3月13日  | 最佳摄影                          | 格雷格·弗莱瑟 | 提名 | [ 187 ]         |
| 评论家选择电影奖           | 2022年3月13日  | 最佳美術指導                      | 帕特里斯·弗米特和祖珊娜·西波斯 | 獲獎 | [ 187 ]         |
| 评论家选择电影奖           | 2022年3月13日  | 最佳剪接                          | 乔·沃克 | 提名 | [ 187 ]         |
| 评论家选择电影奖           | 2022年3月13日  | 最佳服裝設計                      | 杰奎琳·韦斯特、罗伯特·摩根 | 提名 | [ 187 ]         |
| 评论家选择电影奖           | 2022年3月13日  | 最佳化妝與髮型設計                | 《沙丘》 | 提名 | [ 187 ]         |
| 评论家选择电影奖           | 2022年3月13日  | 最佳視覺效果                      | 《沙丘》 | 獲獎 | [ 187 ]         |
| 评论家选择电影奖           | 2022年3月13日  | 最佳配樂                          | 汉斯·季默 | 獲獎 | [ 187 ]         |
| 英国电影学院奖             | 2022年3月13日  | 最佳影片                          | 玛丽·帕伦、凯尔·博伊特、丹尼斯·维伦纽瓦 | 提名 | [ 188 ]         |
| 英国电影学院奖             | 2022年3月13日  | 最佳改编剧本                      | 乔·斯派茨、丹尼斯·维伦纽瓦和艾瑞克·羅斯 | 提名 | [ 188 ]         |
| 英国电影学院奖             | 2022年3月13日  | 最佳选角                          | 弗朗辛·梅斯勒 | 提名 | [ 188 ]         |
| 英国电影学院奖             | 2022年3月13日  | 最佳摄影                          | 格雷格·弗萊瑟 | 獲獎 | [ 188 ]         |
| 英国电影学院奖             | 2022年3月13日  | 最佳服装设计                      | 罗伯特·摩根、杰奎琳·韦斯特 | 提名 | [ 188 ]         |
| 英国电影学院奖             | 2022年3月13日  | 最佳剪接                          | 喬·沃克 | 提名 | [ 188 ]         |
| 英国电影学院奖             | 2022年3月13日  | 最佳化妆发型设计                  | 勒夫·拉森、唐纳德·莫瓦特 | 提名 | [ 188 ]         |
| 英国电影学院奖             | 2022年3月13日  | 最佳原创音乐                      | 汉斯·季默 | 獲獎 | [ 188 ]         |
| 英国电影学院奖             | 2022年3月13日  | 最佳布景                          | 帕特里斯·弗米特和祖珊娜·西波斯 | 獲獎 | [ 188 ]         |
| 英国电影学院奖             | 2022年3月13日  | 最佳音效                          | 麦克·鲁斯、马克·曼吉尼、道格·亨普希尔、西奥·格林、朗·巴特利特 | 獲獎 | [ 188 ]         |
| 英国电影学院奖             | 2022年3月13日  | 最佳视觉效果                      | 布莱恩·康纳、保罗·兰伯特、特里斯坦·迈尔斯和杰德·纽泽 | 獲獎 | [ 188 ]         |
| 西班牙演员工会奖           | 2022年3月14日  | 最佳海外作品男演员                | 贾维尔·巴登 | 提名 | [ 189 ]         |
| 金德比电影奖               | 2022年3月16日  | 最佳电影                          | 《沙丘》 | 提名 | [ 190 ] [ 191 ] |
| 金德比电影奖               | 2022年3月16日  | 最佳导演                          | 丹尼斯·维伦纽瓦 | 提名 | [ 190 ] [ 191 ] |
| 金德比电影奖               | 2022年3月16日  | 最佳改编剧本                      | 丹尼斯·维伦纽瓦、艾瑞克·羅斯、乔·斯派茨 | 提名 | [ 190 ] [ 191 ] |
| 金德比电影奖               | 2022年3月16日  | 最佳摄影                          | 格雷格·弗莱瑟 | 獲獎 | [ 190 ] [ 191 ] |
| 金德比电影奖               | 2022年3月16日  | 最佳剪辑                          | 乔·沃克 | 獲獎 | [ 190 ] [ 191 ] |
| 金德比电影奖               | 2022年3月16日  | 最佳服装设计                      | 杰奎琳·韦斯特、罗伯特·摩根 | 提名 | [ 190 ] [ 191 ] |
| 金德比电影奖               | 2022年3月16日  | 最佳化妆发型设计                  | 唐纳德·莫瓦特、勒夫·拉森、伊娃·冯·巴尔 | 提名 | [ 190 ] [ 191 ] |
| 金德比电影奖               | 2022年3月16日  | 最佳原创配乐                      | 汉斯·季默 | 獲獎 | [ 190 ] [ 191 ] |
| 金德比电影奖               | 2022年3月16日  | 最佳布景                          | 帕特里斯·弗米特、祖珊娜·西波斯 | 獲獎 | [ 190 ] [ 191 ] |
| 金德比电影奖               | 2022年3月16日  | 最佳音效                          | 麦克·鲁斯、马克·曼吉尼、西奥·格林、道格·亨普希尔、朗·巴特利特 | 獲獎 | [ 190 ] [ 191 ] |
| 金德比电影奖               | 2022年3月16日  | 最佳视觉效果                      | 保罗·兰伯特、特里斯坦·迈尔斯、布莱恩·康纳、杰德·纽泽 | 獲獎 | [ 190 ] [ 191 ] |
| 多利安奖                   | 2022年3月17日  | 最佳导演                          | 丹尼斯·维伦纽瓦 | 提名 | [ 192 ]         |
| 多利安奖                   | 2022年3月17日  | 视觉最具冲击奖                    | 《沙丘》 | 獲獎 | [ 192 ]         |
| 多利安奖                   | 2022年3月17日  | 最佳电影音乐                      | 汉斯·季默 | 提名 | [ 192 ]         |
| 电影音响协会奖             | 2022年3月19日  | 杰出真人电影混音奖                | 麦克·鲁斯、朗·巴特利特、道格拉斯·亨普希尔、艾伦·迈耶森、汤米·奥康奈尔、唐·怀特                                                                                     | 獲獎 | [ 193 ]         |
| 美国制片人工会奖           | 2022年3月19日  | 达里尔·F·扎努克最佳院线电影制片人 | 玛丽·帕伦、凯尔·博伊特、丹尼斯·维伦纽瓦 | 提名 | [ 194 ]         |
| 美国电影摄影师协会         | 2022年3月20日  | 院线电影摄影杰出成就              | 格雷格·弗莱瑟 | 獲獎 | [ 195 ]         |
| 美国编剧工会奖             | 2022年3月20日  | 最佳改编剧本                      | 乔·斯派茨、丹尼斯·维伦纽瓦、艾瑞克·羅斯 | 提名 | [ 196 ]         |
| 奥斯卡金像奖               | 2022年3月27日  | 最佳影片                          | 玛丽·帕伦、丹尼斯·维伦纽瓦、凯尔·博伊特 | 提名 | [ 197 ]         |
| 奥斯卡金像奖               | 2022年3月27日  | 最佳改編劇本                      | 埃里克·罗斯、乔恩·斯派茨和丹尼斯·维伦纽夫 | 提名 | [ 197 ]         |
| 奥斯卡金像奖               | 2022年3月27日  | 最佳原创音乐                      | 汉斯·季默 | 獲獎 | [ 197 ]         |
| 奥斯卡金像奖               | 2022年3月27日  | 最佳服装设计                      | 杰奎琳·韦斯特和罗伯特·摩根 | 提名 | [ 197 ]         |
| 奥斯卡金像奖               | 2022年3月27日  | 最佳音响                          | 麦克·鲁斯、马克·曼吉尼、西奥·格林、道格·亨普希尔、朗·巴特利特 | 獲獎 | [ 197 ]         |
| 奥斯卡金像奖               | 2022年3月27日  | 最佳影片剪辑                      | 乔·沃克 | 獲獎 | [ 197 ]         |
| 奥斯卡金像奖               | 2022年3月27日  | 最佳化妆与发型设计                | 唐纳德·莫瓦特、勒夫·拉森、伊娃·冯·巴尔 | 提名 | [ 197 ]         |
| 奥斯卡金像奖               | 2022年3月27日  | 最佳攝影                          | 格雷格·弗雷泽 | 獲獎 | [ 197 ]         |
| 奥斯卡金像奖               | 2022年3月27日  | 最佳艺术指导                      | 祖珊娜·西波斯、帕特里斯·弗米特 | 獲獎 | [ 197 ]         |
| 奥斯卡金像奖               | 2022年3月27日  | 最佳視覺效果                      | 保罗·兰伯特、特里斯坦·迈尔斯、布莱恩·康纳、杰德·纽泽 | 獲獎 | [ 197 ]         |
| 卫星奖                     | 2022年4月22日  | 最佳剧情片                        | 《沙丘》 | 提名 | [ 198 ]         |
| 卫星奖                     | 2022年4月22日  | 最佳导演                          | 丹尼斯·维伦纽瓦 | 提名 | [ 198 ]         |
| 卫星奖                     | 2022年4月22日  | 最佳改编剧本                      | 丹尼斯·维伦纽瓦、艾瑞克·羅斯、乔·斯派茨 | 提名 | [ 198 ]         |
| 卫星奖                     | 2022年4月22日  | 最佳摄影                          | 格雷格·弗莱瑟 | 獲獎 | [ 198 ]         |
| 卫星奖                     | 2022年4月22日  | 最佳电影剪辑                      | 乔·沃克 | 獲獎 | [ 198 ]         |
| 卫星奖                     | 2022年4月22日  | 最佳艺术指导与制作设计            | 帕特里斯·弗米特、理查德·罗伯茨、祖珊娜·西波斯 | 提名 | [ 198 ]         |
| 卫星奖                     | 2022年4月22日  | 最佳服装设计                      | 杰奎琳·韦斯特、罗伯特·摩根 | 提名 | [ 198 ]         |
| 卫星奖                     | 2022年4月22日  | 最佳原创配乐                      | 汉斯·季默 | 獲獎 | [ 198 ]         |
| 卫星奖                     | 2022年4月22日  | 最佳音效                          | 麦克·鲁斯、马克·曼吉尼、西奥·格林、道格·亨普希尔、朗·巴特利特 | 提名 | [ 198 ]         |
| 卫星奖                     | 2022年4月22日  | 最佳视觉效果                      | 保罗·兰伯特、特里斯坦·迈尔斯、布莱恩·康纳、杰德·纽泽 | 獲獎 | [ 198 ]         |
| 葛萊美獎                   | 2022年4月3日   | 最佳视觉媒体配乐原声带            | 汉斯·季默 | 提名 | [ 199 ]         |
| 尼克频道儿童选择奖         | 2022年4月9日   | 最受欢迎电影女演员                | 赞达亚 | 獲獎 | [ 200 ]         |
| 雨果奖                     | 2022年9月4日   | 最佳长篇戏剧表现                  | 乔·斯派茨、丹尼斯·维伦纽瓦、艾瑞克·羅斯、弗兰克·赫伯特 | 待定 | [ 201 ]         |

## 未來計劃

### 續集電影
儘管傳奇影業仍未官方宣佈製作續集電影，導演丹尼·維勒納夫已經表示電影《沙丘》僅涵蓋原著小說的前半部分，後半部分將在續集中展現。未來可能改編沙丘系列小說第二部《沙丘救世主》拍成第三部電影，完成三部曲。華納兄弟表示，如果電影《沙丘》在HBO Max的收視上表現良好的話，將為續集亮起綠燈放行。
2019年11月，喬·斯派茨不再擔當衍生影集《沙丘：姐妹會》的節目統籌，將創作重心轉移至第二部電影上。2021年10月，傳奇影業正式為《沙丘：第二部》亮起綠燈，並預定於2023年10月20日上映。据《Deadline Hollywood》透露，续集获得绿燈的关键因素是华纳兄弟不把续集纳入串流媒体同步发行计划。汉斯·季默将继续为续集配乐。2022年6月，宣佈《沙丘：第二部》延期至2023年11月17日上映。

### 衍生影集
2019年6月10日，製片公司傳奇影業表示將製作影片的衍生電視劇《沙丘：姐妹會》（Dune: The Sisterhood），計劃於華納媒體的線上串流媒體平台HBO Max首播。影集圍繞故事中強大的女性組織貝尼·潔瑟睿德姐妹會展開，背景設定為影片的前傳。導演丹尼·維勒納夫參與影集製作，將執導試播集。影片共同編劇之一喬·斯派茨為影集撰寫劇本。他們與法蘭克·赫伯特之子布賴恩·赫伯特共同擔任執行監製。2019年11月，喬·斯派茨不再擔當衍生影集《沙丘：姐妹會》的節目統籌，但繼續擔當執行監製。影集原計劃於2020年11月2日在匈牙利布達佩斯和約旦開機拍攝，由於未知原因延遲拍攝。2021年7月，黛安·阿德姆-約翰（Diane Ademu-John）接替斯派茨擔當節目統籌。

## 外部連結
- 官方网站
- 互联网电影数据库（IMDb）上《沙丘》的资料（英文）
- AllMovie上《沙丘》的资料（英文）
- 爛番茄上《沙丘》的資料（英文）
- Box Office Mojo上《沙丘》的資料（英文）
- Metacritic上《沙丘》的資料（英文）
- 開眼電影網上《沙丘》的資料（繁體中文）
- 时光网上《沙丘》的資料（简体中文）
- 豆瓣电影上《沙丘》的資料 （简体中文）